# Корнеевский, Сергей Андреевич
Серге́й Андре́евич Корнее́вский (род. 14 ноября 1986, Комсомольск-на-Амуре, РСФСР, СССР) — российский журналист, радиоведущий, видеоблогер.

## Биография
Сергей Корнеевский родился в Хабаровском крае, в Комсомольске-на-Амуре, в семье военного. В 2008 году окончил факультет «Иностранных языков и зарубежной военной информации» Военного университета Министерства Обороны.

## Профессиональная деятельность
С 2011 по 2012 год — обозреватель на радиостанции «Бизнес FM».
В 2016 году в качестве международного аналитика и автора статей сотрудничал с Институтом Ближнего Востока. В том же году принял участие в московском этапе «Гонки героев».
В октябре 2017 года запустил собственный YouTube-канал «Вечерний вечер», специализирующийся на освещении политических и общественных событий.
В 2019 году создал авторский курс «Обыграть манипулятора. Как СМИ искажают реальность», который преподавал в культурном центре ЗИЛ. Также провел серию мастер-классов в Американском центре при посольстве США. Запустил цикл мастер-классов «Как делать новости» в радио-школе «Шоу-школа».
В 2020 году на Яндекс.Музыке вышел подкаст Корнеевского о международной политике «Мировой уровень».
15 января 2023 года внесён в санкционный список Украины, предполагается блокировка активов на территории страны, приостановка выполнения экономических и финансовых обязательств, прекращение культурных обменов и сотрудничества, лишение украинских госнаград.
С мая 2022 года по январь 2023 года писал статьи о международной политике, экономике и технологиях для общественно-политического издания «Октагон. Медиа».

### Радиостанция «Вести ФМ»
В 2012 году Корнеевский начал работать на радиостанции «Вести ФМ» в качестве ведущего линейного эфира. Одной из первых программ стало «Слово за вами», которую он вел до сентября 2015. В июне 2013 года вместе с Владимиром Авериным работал в рубрике «Повестка дня».
С сентября 2013 года по август 2014 года был автором и ведущим программы «Мировой уровень». С декабря 2013 года по январь 2014 года совместно с Ольгой Подолян вел радиопередачу «Начало». В марте 2014 года Корнеевский вернулся в эту программу, но уже с другими соведущими. С апреля 2014 года до октября 2015 года — автор и ведущий итоговой программы «Отражения» (совместно с Ольгой Подолян).
С августа 2015 года до марта 2017 года был соведущим Андрея Медведева в программе «Медвежий угол». 6 октября 2015 года на «Вести ФМ» стартовала программа «От двух до пяти» (позже — «От трёх до пяти»), где Корнеевский выступает в качестве соведущего Евгения Сатановского.
С 29 февраля 2016 года до сентября 2022 года Сергей Корнеевский являлся соведущим Сергея Михеева в программе «Железная логика». С 14 октября 2019 года по 23 марта 2020 они также совместно выпускали радиопередачу «Война и мир».

## Личная жизнь
Корнеевский владеет английским, французским и датским языками. Внук Евгения Камышева.
Сведений о семейном положении в открытом доступе нет. Предполагаемой спутницей Корнеевского в прессе называли некую Марию, фото с которой журналист выкладывал в социальных сетях.
Некоторые высказывания Корнеевского, опубликованные на личной странице в Twitter, цитируются СМИ и вызывают резонанс среди читателей. В том числе, запущенный в 2020 году флешмоб знаменитых однофамильцев получил в основном негативные комментарии в свой адрес.

## Программы на радио «Вести ФМ»
- «От трёх до пяти» («От двух до пяти») (совместно с Сергеем Михеевым, Евгением Сатановским)
- «Железная логика» (совместно с Сергеем Михеевым)
- «Неделя в цифрах» (совместно с Никитой Кричевским)[33]
- «Война и мир» (совместно с Сергеем Михеевым)
- «Отражения» (совместно с Ольгой Подолян)
- «Мировой уровень»
- «Еврозона» (совместно с Владимиром Сергиенко)[34]
- «Большой формат»[35]
- «Искусство жить»[36]
- «Удачный сезон»[37]
- «Медвежий угол» (совместно с Андреем Медведевым)
- «Альтера парс»[38][39]
- «Большой хай-тек»[40]
- «Автодетали»[41][42]
- «Точка зрения»[43]
- «Начало» (совместно с Ольгой Подолян[44], Аллой Волохиной[45], Екатериной Некрасовой[46], Александрой Писаревой[47])
- «Повестка дня»
- «Интервью»[48][49][50]
- «Слово за вами»